# Recortador (tauromaquia)

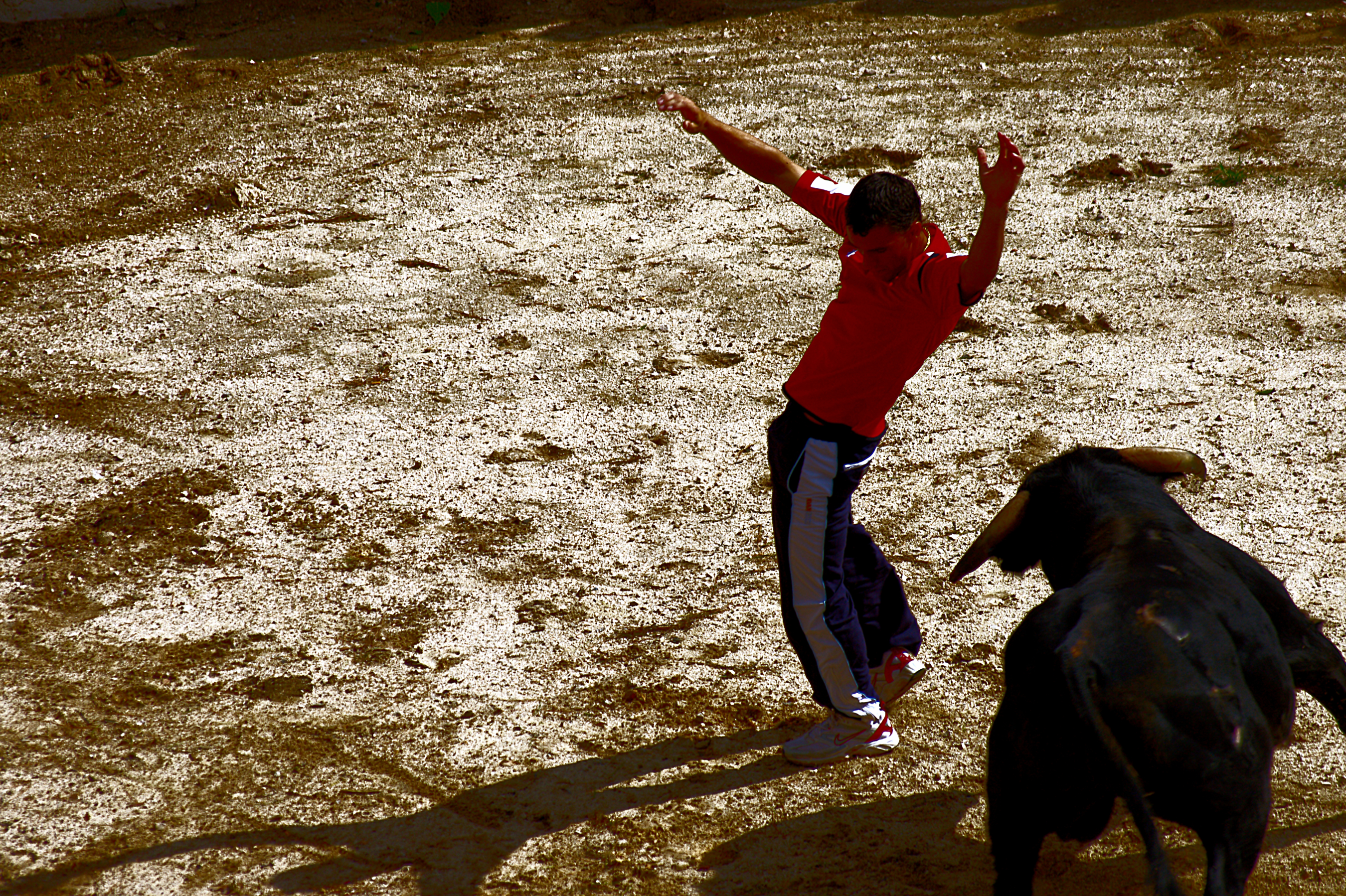
Un joven recortando un toro

Se denomina recortador al torero que, con la única ayuda de su cuerpo o con algún artilugio simple, como puede ser un palo a modo de pértiga (garrocha), realiza con pericia piruetas ante la embestida del toro o vaquilla, como son recortes, saltos por encima o quiebros laterales ajustándose a la cintura los pitones de toros. Se realiza sin capa o con ella liada al brazo. 

## Origen
Este tipo de espectáculo es una tradición casi centenaria que tiene su origen en España, similar a las primeras tauromaquias en la isla de Creta. Se realiza en festejos populares en calles o plazas de toros, así como en concursos para denominar al mejor recortador. Es necesario mucha habilidad para realizar este prodigio de valor, forma física y deportividad. El primer recortador data de 1930,
Algunos antitaurinos no se oponen a este tipo de prácticas, por considerar que no dañan al animal y que hombre y res se enfrentan en igualdad de condiciones.

## Técnica

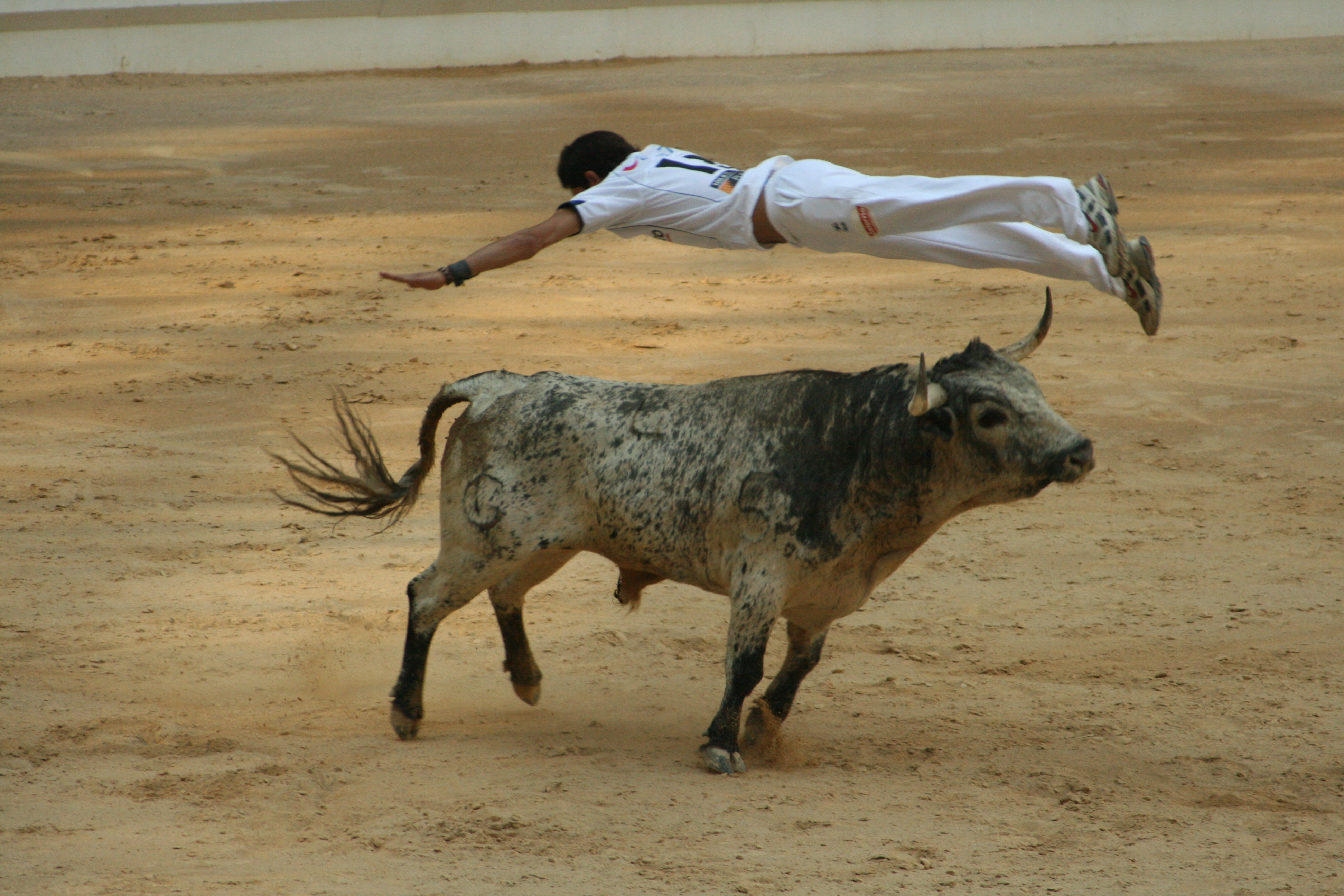
Recorte sobre un toro (2008)

El mejor corte siempre es el que, al paso del toro, el torero permanece más tiempo parado tras haber realizado el quiebro, y la salida siempre airosa, sin apenas correr o andando. 
El quiebro se puede realizar a pie quieto, esperando la embestida del toro y quebrarle, o también a la carrera, saliendo al encuentro con el toro, y en el cruce realizar el quiebro.

## Modalidades
Las modalidades en las que puede concursar un recortador son:
- Concurso de Recorte Libre: Espectáculo taurino donde los participantes se enfrentan a varios toros, por turnos, y realizan toda clase de recortes, saltos y quiebros sobre el animal, con la finalidad de engañar al toro en el último momento y arriesgar al máximo para llevarse el trofeo.

- Concurso de Cortes: Espectáculo con formato igual al anterior en donde los participantes solo podrán realizar recortes. Muy arraigado en la zona de Castilla y León.

- Concurso de Recortadores con Anillas: Espectáculo donde los recortadores suelen competir por parejas, frente al toro o vaquilla asignado por sorteo, con el objetivo de colocarle anillas en las astas o pitones al animal. Resulta vencedora la pareja que más anillas coloca en el período de tiempo asignado (habitualmente, tres minutos). Esta suerte taurina es habitual en toda la ribera del Ebro, desde La Rioja hasta el Delta, pasando por Navarra y Aragón. También tiene gran aceptación en Madrid y Valencia, de donde proceden buena parte de los recortadores más destacados.

## Clases de suertes

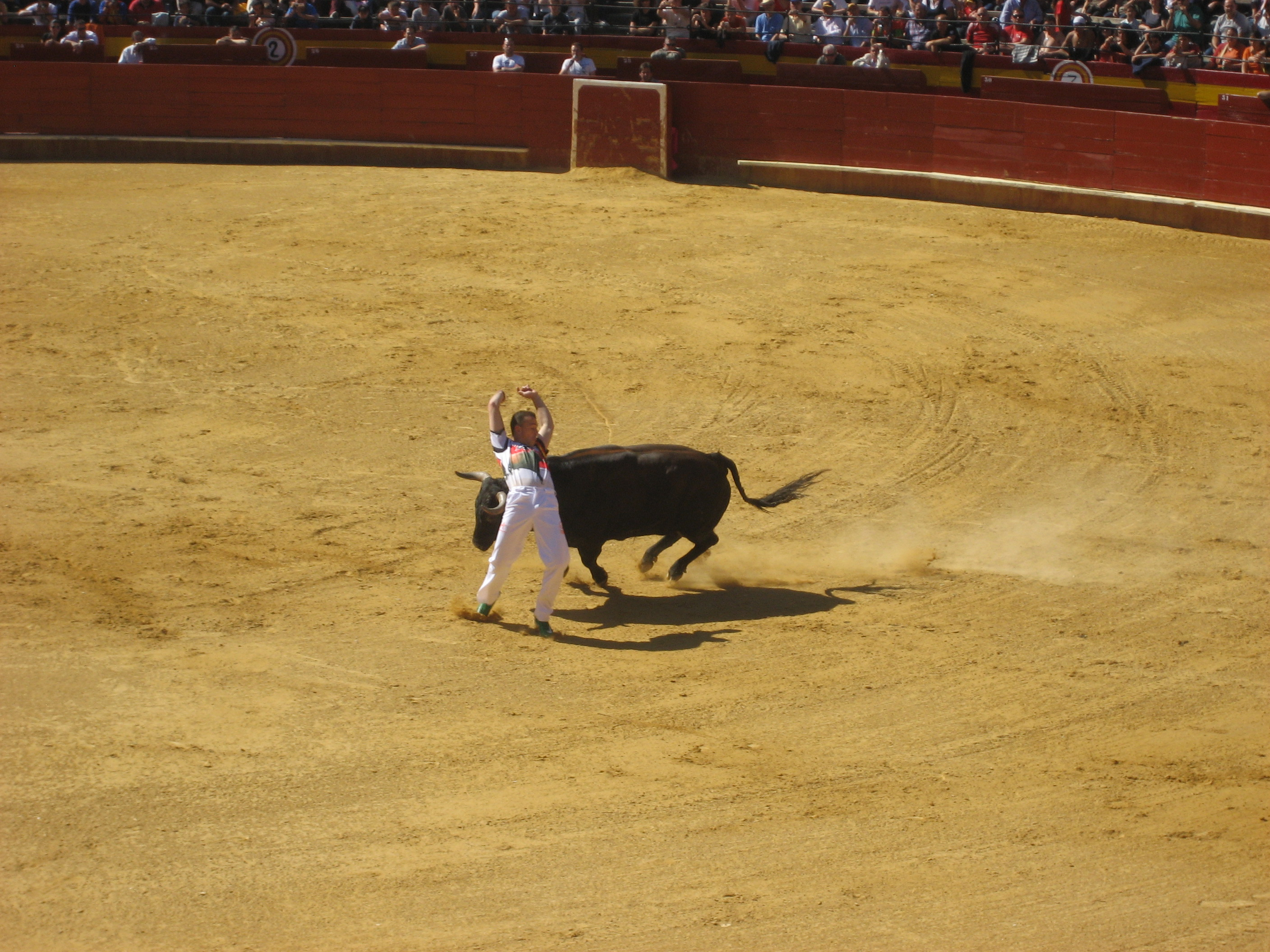
Recortador durante el III concurso nacional de recortes (Valencia, 2008).

- Recorte o Corte (en Castilla y León y norte de España): Llamar al toro de frente, salir al encuentro y cortarle el viaje ganándole la cara y saliendo de espaldas.
- Quiebro: Llamar al toro de frente, aguantar su llegada y engañarle con un movimiento de cintura.
- Salto: Pasar por encima del animal. Existen diferentes tipos de saltos como pueden ser el salto del ángel, a pies juntos, el tirabuzón o el mortal entre otros.[3][4]